# Timtig
Timtig ( árabe تمتيك )es un pueblo histórico en el sureste de Marruecos, que es parte de la comuna rural de Tamegroute. Su territorio está situado en la orilla izquierda de Oued Draa, a 12 km al oeste de la ciudad de Zagora y 7 km al este de Tamegroute.
Timtig es un conjunto de cinco ksours, siendo la principal la Timtig Lahdab que representa más de la mitad de la población. Los otros son Louastaniya, Ait Boulkhlat, Ait Beloualid y Ait Moulay Lakbir.
- Datos: Q24939806